# Liste des sites Ramsar en Croatie
Cet article recense les zones humides de Croatie concernées par la convention de Ramsar.

## Statistiques
La convention de Ramsar est entrée en vigueur en Yougoslavie le 28 juillet 1977, la République socialiste de Croatie en faisant alors partie. La Croatie devient indépendante le 25 juin 1991, la convention continuant à être appliquée sur son territoire.
En janvier 2020, le pays compte cinq sites Ramsar, couvrant une superficie de 935,90 km2 (soit environ 1,6% du territoire croate).

## Liste
| Site                          | Comitats                       | Notes                                    | Date            | Superficie (km²) | Altitude (m) | Identifiant Ramsar | Identifiant WDPA | Coordonnées                       | Photo |
| ----------------------------- | ------------------------------ | ---------------------------------------- | --------------- | ---------------- | ------------ | ------------------ | ---------------- | --------------------------------- | ----- |
| Étangs de Crna Mlaka          | Zagreb                         |                                          | 2 novembre 1992 | 7,56             | 110 - 115    | 582                | 67866            | 45° 36′ 00″ nord, 15° 43′ 01″ est |       |
| Parc naturel de Kopački Rit   | Osijek-Baranja                 |                                          | 2 novembre 1992 | 231,26           | 76 - 86      | 583                | 67867            | 45° 37′ 59″ nord, 18° 52′ 01″ est |       |
| Parc naturel de Lonjsko Polje | Sisak-Moslavina, Brod-Posavina |                                          | 2 novembre 1992 | 512,18           | 90 - 110     | 584                | 67868            | 45° 21′ 00″ nord, 16° 49′ 01″ est |       |
| Delta de la Neretva (en)      | Dubrovnik-Neretva              | Partie inférieure du cours de la Neretva | 2 novembre 1992 | 127,42           | 0 - 135      | 585                | 67869            | 43° 01′ 01″ nord, 17° 33′ 00″ est |       |
| Lac de Vrana                  | Šibenik-Knin, Zadar            |                                          | 2 février 2013  | 57,48            | -3 - 303     | 2109               | 555558402        | 43° 52′ 59″ nord, 15° 34′ 01″ est |       |